# Willy Rizzo
Willy Rizzo (Napoli, 22 ottobre 1928 – Parigi, 25 febbraio 2013) è stato un fotografo e designer italiano.

## Biografia
Nato a Napoli, si trasferì in Francia con la madre negli anni trenta. La sua passione per la fotografia nacque molto presto: dall'età di dodici anni, nel collegio italiano in rue Sédillot (Parigi), iniziò a fare ritratti dei suoi compagni di scuola con la Agfa Box datagli da sua madre.

### Inizi della carriera
Dopo la seconda guerra mondiale e l'occupazione della Francia, venne assunto da Point de Vue e lavorò in Tunisia durante il conflitto in Nord Africa. In seguito la rivista Life acquistò la sua relazione. Venne poi assunto da France Dimanche, per una pubblicazione riguardante la vita privata delle celebrità. Inviato a Cannes per seguire il primo Festival del Cinema, riuscì a catturare immagini di principi, principesse, playboy e starlette come nessun altro.
Attratto dal fascino degli Stati Uniti e dal mondo ancora mitico delle celebrità californiane, si recò a New York per lavorare con l'agenzia Black Star, in grande affermazione nell'America del dopoguerra. Durante questo periodo, riuscì a realizzare servizi esclusivi su leggende di Hollywood come Gregory Peck e Gary Cooper.

### Paris Match
Alla fine del 1948, iniziò una collaborazione ventennale con la rivista Paris Match, che lo avrebbe visto fotografare alcuni dei più grandi nomi del periodo d'oro del fotogiornalismo. Sposatosi nel 1968 con l'attrice Elsa Martinelli, Rizzo realizzò reportage fotografici su numerose star del cinema come Brigitte Bardot, Sophia Loren, Marilyn Monroe, Audrey Hepburn, Jane Fonda, Gene Kelly, Fred Astaire, e artisti come Salvador Dalí e Pablo Picasso, tutti immortalati dal suo obiettivo.
Rizzo fu anche l'ultimo fotografo a ritrarre Marilyn Monroe nel luglio del 1962, due settimane prima della morte dell'attrice. Non soltanto fotografo di celebrità, Rizzo ottenne da Paris Match anche incarichi diversi, quando seguì il processo di Norimberga e la guerra francese in Indocina.

### Carriera di designer
L'immaginazione e la necessità permisero a Willy Rizzo di cimentarsi anche nel mondo del design del mobile. Questa attività ebbe inizio a Roma nel 1966, mentre stava lavorando per un parrucchiere. In poco tempo ottenne molte richieste, tra cui quella di Ghighi Cassini, l'editorialista del giornale americano Hearst, che coniò il termine "jet set" per descrivere un particolare stile di vita e di mondanità. Lavorò in seguito per Rodolfo Parisi, Gigi Rizzi, Franco Rapetti, Salvador Dalí e Brigitte Bardot. Nel 1968 portò a termine la creazione di un proprio studio e di una fabbrica a Tivoli, che impiegò più di 150 persone.
Nel corso dei successivi dieci anni, Rizzo progettò e realizzò più di trenta pezzi di arredamento, aprendo boutique in tutta la Francia, in Europa e negli Stati Uniti (a New York, Miami e Los Angeles). Tuttavia, nel 1978 Rizzo abbandonò l'attività per ritornare alla fotografia, il suo primo amore. I mobili di Rizzo sono esposti per la maggior parte al Metropolitan Museum di New York. Egli tornò al design di arredamento per un periodo negli anni ottanta e poi di nuovo a metà degli anni 2000, in collaborazione con Paul Smith e Mallett Antiques.
Nel 2010, all'età di 82 anni, aprì la sua prima galleria a Parigi, con l'aiuto della terza moglie Dominique e dei figli, Willy Rizzo Jr, Camilla e Gloria.

### Morte
È morto a Parigi nel 2013, all'età di 84 anni.